# Мялк, Аугуст
Аугуст Мялк (эст. August Mälk ; 4 октября 1900, дер. Кипи-Коови, Сааремаа,Лифляндская губерния, Российская империя — 19 декабря 1987, близ Стокгольма, Швеция) — эстонский писатель
, драматург и политик.

## Биография
Из крестьян. Окончил гимназию. С 1916 по 1935 год работал учителем и директором школы на Сааремаа. В 1923—1925 годах изучал английскую филологию и педагогику в Тартуском университете.
Активно участвовал в политической жизни Эстонии в 1930-х годах. В 1937 году был избран депутатом Эстонского национального собрания (Rahvuskogu), которому было поручено разработать проект новой конституции Эстонии. С 1938 года до присоединения Эстонии к СССР в июне 1940 года А. Мялк был членом Палаты депутатов (Riigivolikogu) Государственной думы Эстонии.
В 1937 году получил от главы эстонского государства К. Пятса за свои литературные заслуги хутор Лагле на окраине Таллина .
В 1944 году А. Мялк бежал от Красной Армии в Швецию, где прожил в эмиграции до конца жизни. С 1945 по 1982 год был председателем Зарубежного союза писателей Эстонии (Välismaine Eesti Kirjanike Liit), основанного в Стокгольме в 1945 году. Оставался его почётным председателем до самой смерти.
С 1948 по 1972 год работал библиотекарем в Королевском драматическом театре в Стокгольме.
Похоронен на Лесном кладбище Стокгольма.

## Творчество
Один из самых известных эстонских писателей середины 1930-х годов.
Дебютировал в литературе в 1926 году с новеллой Surnu surm. В 1929 году стал членом Союза писателей Эстонии. С 1936 года полностью посвятил себя литературной деятельности.
В 1935 году опубликовал успешный роман «Õitsev meri» («Цветущее море»), рассказывающий о жизни в рыбацкой деревне, который стал первым томом трилогии, в которую также вошли Taeva Palge All («Под ликом небес») и Hea Sadam («Хороший порт»). Помимо 18 романов, он также автор ряда пьес, рассказов и двух книг воспоминаний. Несколько его романов переведены на немецкий и финский языки.

### Избранные произведения
Романы
- «Kesaliblik» (1926)
- «Õnnepagulane» (1928)
- «Hukkumine» (1928)
- «Läbi öö» (1929)
- «Kivine pesa» (1932)
- «Üks neistsinastest» (1933)
- «Surnud majad» (1934)
- «Õitsev meri» (1935)
- «Läänemere isandad» (1936)
- «Taeva palge all» (1937)
- «Kivid tules» (1939)
- «Hea sadam» (1942)
- «Öised linnud» (1945)
- «Kodumaata» (1947)
- «Tee kaevule» (2 т., 1952—1953)
- «Päike küla kohal» (1957)
- «Toomas Tamm» (1959)
- «Kevadine maa» (1963)

Рассказы и новеллы
- «Surnu surm» (1926)
- «Anne-Marie» (сборник, 1927)
- «Surnud elu» (1929)
- «Jutte lindudest» (сборник, 1934)
- «Rannajutud» (сборник, 1936)
- «Avatud värav. Lugu minevikust» (1937)
- «Mere tuultes» (сборник, 1938)
- «Kadunud päike. Jutte minevikust» (сборник, 1943)
- «Jumala tuultes. Viis jutustust» (1949)
- «Tuli sinu käes» (сборник, 1955)
- «Jumalaga, meri!» (1967)
- «Projekt Victoria. Kuus lugu» (1978)
- «Tere, meri!»

Драматургия
- «Moodne Kain» (1930)
- «Vaese mehe ututall» (комедия, 1932)
- «Neitsid lampidega» (комедия, 1933)
- «Isade tee» (1934)
- «Mees merelt» (1935)
- «Õitsev meri» (1936)
- «Vanakurja vokk» (1936)
- «Häda õnnega» (комедия, 1937)
- «Sikud kaevul» (комедия, 1938)
- «Taeva palge all» (1938)